# Pesti Divatlap

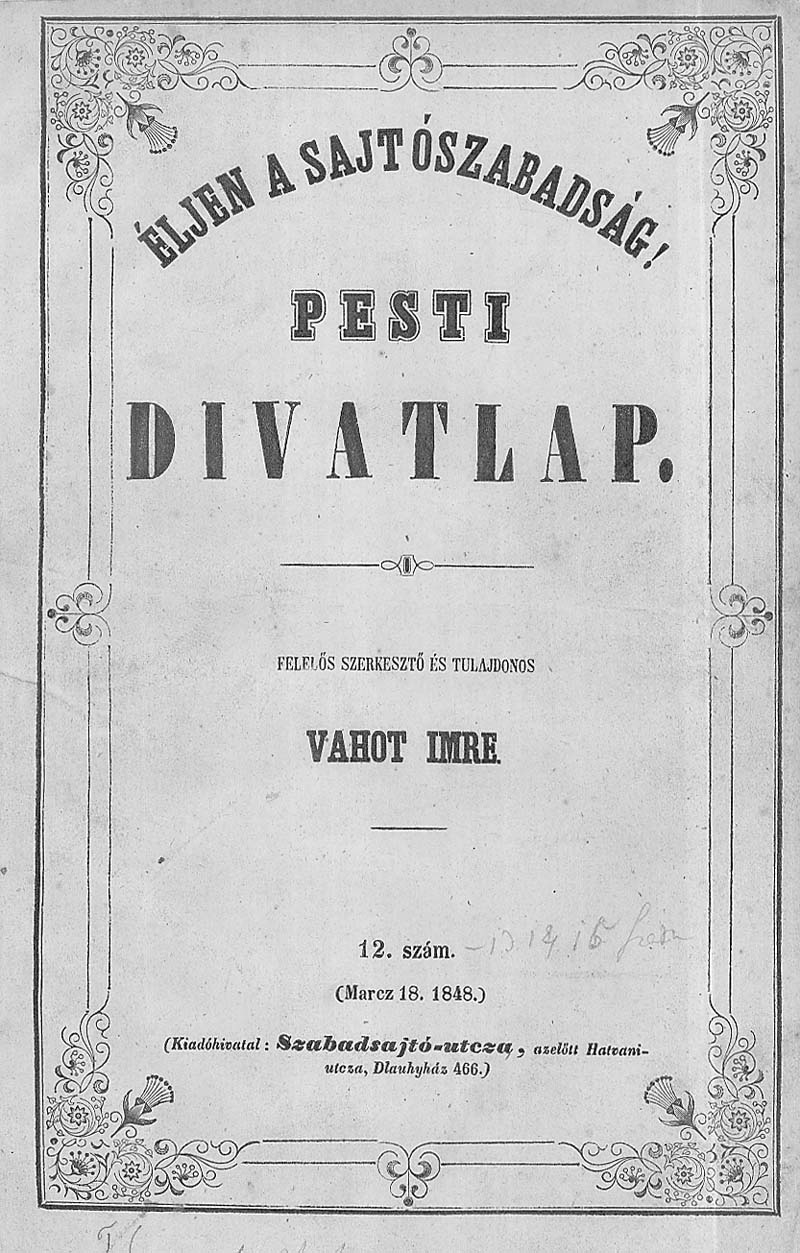
A Pesti Divatlap 1848. március 18-án megjelent lapszámának címlapja

Petőfi Sándor elbeszélő költeményének, a Pesti Divatlapban megjelent első kiadásának, címképe

A Pesti Divatlap Pesten megjelenő hetilap volt 1844 és 1848 között.

## Története
1844. július 6-tól Vahot Imre szerkesztette. 1844–45-ben Erdélyi János, azután Vahot Imre adta ki. Hetenként egyszer jelent meg, negyedrétű két íven, rózsaszínű borítékban; 1845-ben nyolcadrétben, 1846-ban negyed-, 1847-től ismét nyolcadrétben.
Főleg a társas élettel, a szépirodalommal és képzőművészettel foglalkozott, gazdagon illusztrálva divatképekkel, írók és művészek arcképeivel, színpadi képekkel, nemzeti és népdalok hangjegyeivel. A Pesti Divatlapban jelent meg Petőfi Sándor János vitéz című elbeszélő költeménye 1845 márciusában. Lapja megindulása után Vahot maga mellé vette segédszerkesztőnek Petőfi Sándort, azonban 1846 közepén nézeteltérésük támadt és Petőfi távozott.
Mit kellett olvasnom a Pesti Divatlap-ban! .. . te kizárólagos dolgozótársa lettél. Szerencsétlen ! figyelj. 1845 elején" vagy egy hónapig unszolt engem Vahot Imre mindenképen, hogy kirekesztőleg az ő lapjában dolgozzam. Végre beleegyeztem kérésébe s írtam neki esztendeig. Ezért a másik két szépirodalmi lap, egyik nyíltan, másik úgy szűr alatt, ellenségem lett, s elkezdtek jobbra balra csípni, döfni, rúgni, köpni, ki így, ki úgy .. . a mit bizonynyal nem tesznek, ha nekik is dolgozom. S e bántogatások addig tartottak, míg mind Horváth Lázival mind Frankenburggal rútul összevesztem, azzal publice, ezzel privátim. Igy telt el az esztendő; ekkor Vahotot új alkura szólítom föl, mert addig nyomorúság volt, mit fizetett. Ő azonban, a helyett, hogy most többet adna, azt nyilatkoztatja ki/hogy ezentúl nem fog a Pesti Divatlap minden számában közleni tőlem verset, csak minden másodikban, ennélfogva egy versért ugyan valamivel többet, de általában évnegyedenként kevesebbet kaptam, mint az előtt. Hanem azt mondja Vahot, ezután a többi lapokba is írhatok. Merci, Monsieur.
A lap 1848. június 25-én megszűnt. A folytatása Budapesti Divatlap címmel jelent meg az év végéig negyedrét alakban és Nemzetőr című melléklappal.